# Ipercheratosi
Per  ipercheratosi in campo medico, si intende un aumento eccessivo dello strato epiteliale della cute (ispessimento) e della cervice uterina, quando si forma spesso si sovrappone ad un epitelio benigno.

## Tipologia
Vi sono diversi esempi nel campo medico
- Callo
- Eczema
- Lichen planus

La forma più particolare è quella denominata ipercheratosi epidermolitica, di notevole gravità.
Inoltre esiste anche un'altra forma denominata ipercheratosi subungueale (forma che interessa le unghie), dove coesiste una forma di ipertrofia.

## Eziologia
La creazione di tale stato patologico può derivare da 
una precedente irritazione 
alterazioni ormonali o nutrizionali/ carenziali
Malattie metaboliche